# مانتیسلو (یوتا)
مانتیسلو (به انگلیسی: Monticello) شهری در ایالت یوتا کشور ایالات متحده آمریکا است که جمعیت آن در سرشماری سال ۲۰۱۰ میلادی، ۱٬۹۷۲ نفر بوده‌است.